# 翔龍灣
翔龍灣（英語：Grand Waterfront）位於九龍土瓜灣馬頭角新碼頭街38號，由恒基地產及中華煤氣合作發展，是一項大型商住物業。
翔龍灣前身是1937年購入的煤氣南廠，於1993年關閉，原定重建為一座甲級寫字樓，但最後改為興建私人屋苑。翔龍灣包括5幢高層樓宇（1、2、3、5、6 座），提供實用面積由320呎至1,215呎的1,782個單位。翔龍灣於2006年9月開始發售，於2007年5月入伙。

## 設計
翔龍灣地下及1樓均為商場，2-3樓是停車場，4樓為平台花園及住客會所，住宅單位由5樓至62樓。5幢樓宇均沒有4、14、23、24、34、43、44及54樓，一共提供1,782個住宅單位，每戶均設先進智能家居系統。
翔龍灣1、2、3、5座由5至42樓為「普通單位」，45至62樓為「特色單位」，6座由25樓起為「特色單位」。「普通單位」樓層一層8伙，「特色單位」樓層一層6伙（不設B及G單位），58至61樓一層5伙（不設B、E及G單位），62樓只有3伙（C、D及F單位）。單位面積約為460（「普通單位」A、H）至1,700（「特色單位」D）平方呎。
翔龍灣已實施“建築物水安全計劃”並獲水務署頒發「大廈優質供水認可計劃－食水（管理系統）」金證書。

## 設施
翔龍灣設施包括室外泳池、兒童嬉水池、健身室、按摩池、日光浴場、桑拿浴室、蒸氣浴室、桌球室、保齡球場、卡拉OK室、電影院、燒烤場、高爾夫球練習場、音樂室、電腦室、浴足池 / 健足按摩室、宴會廳、太極圈、健康舞室、香薰水療。

## 商場

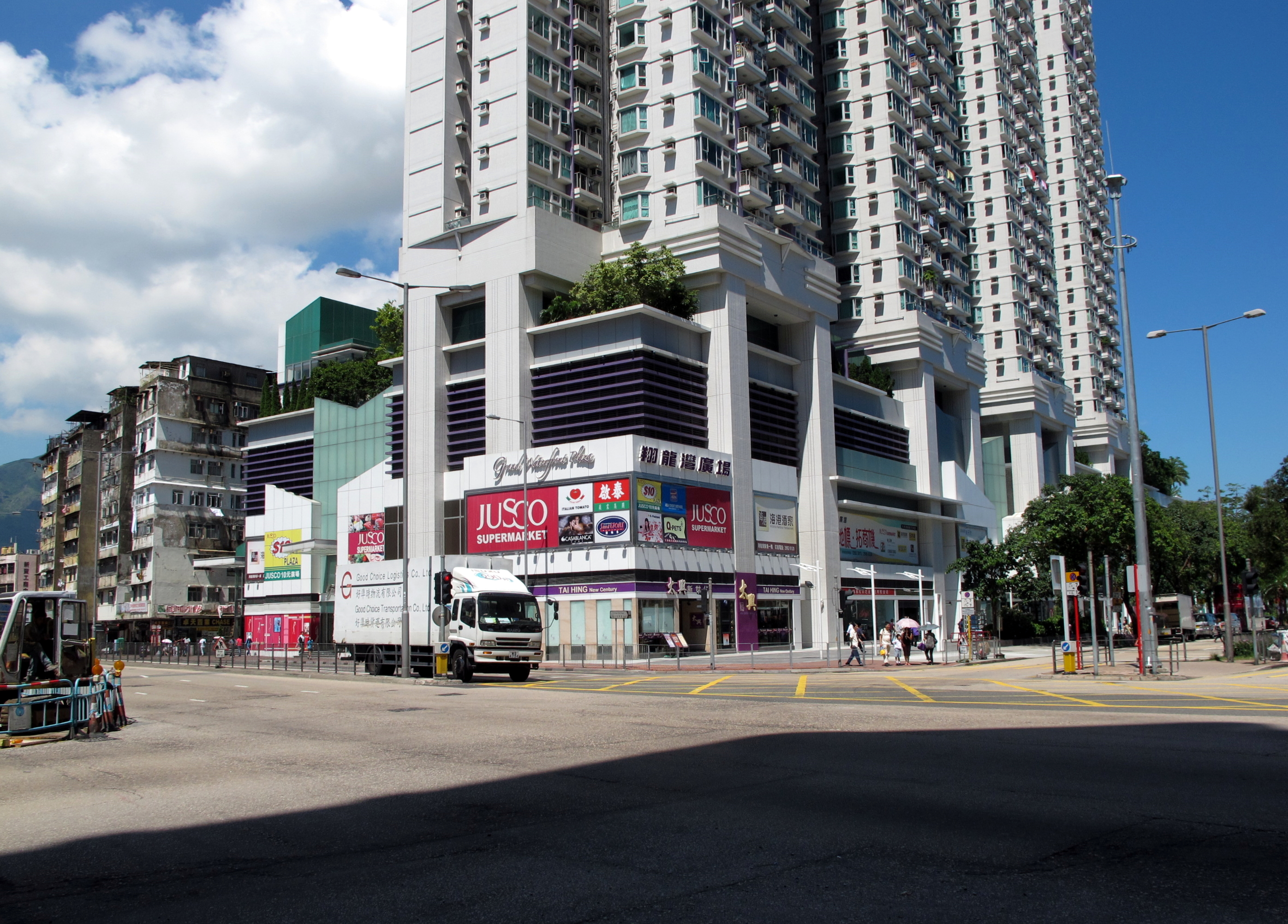
翔龍灣廣場外貌

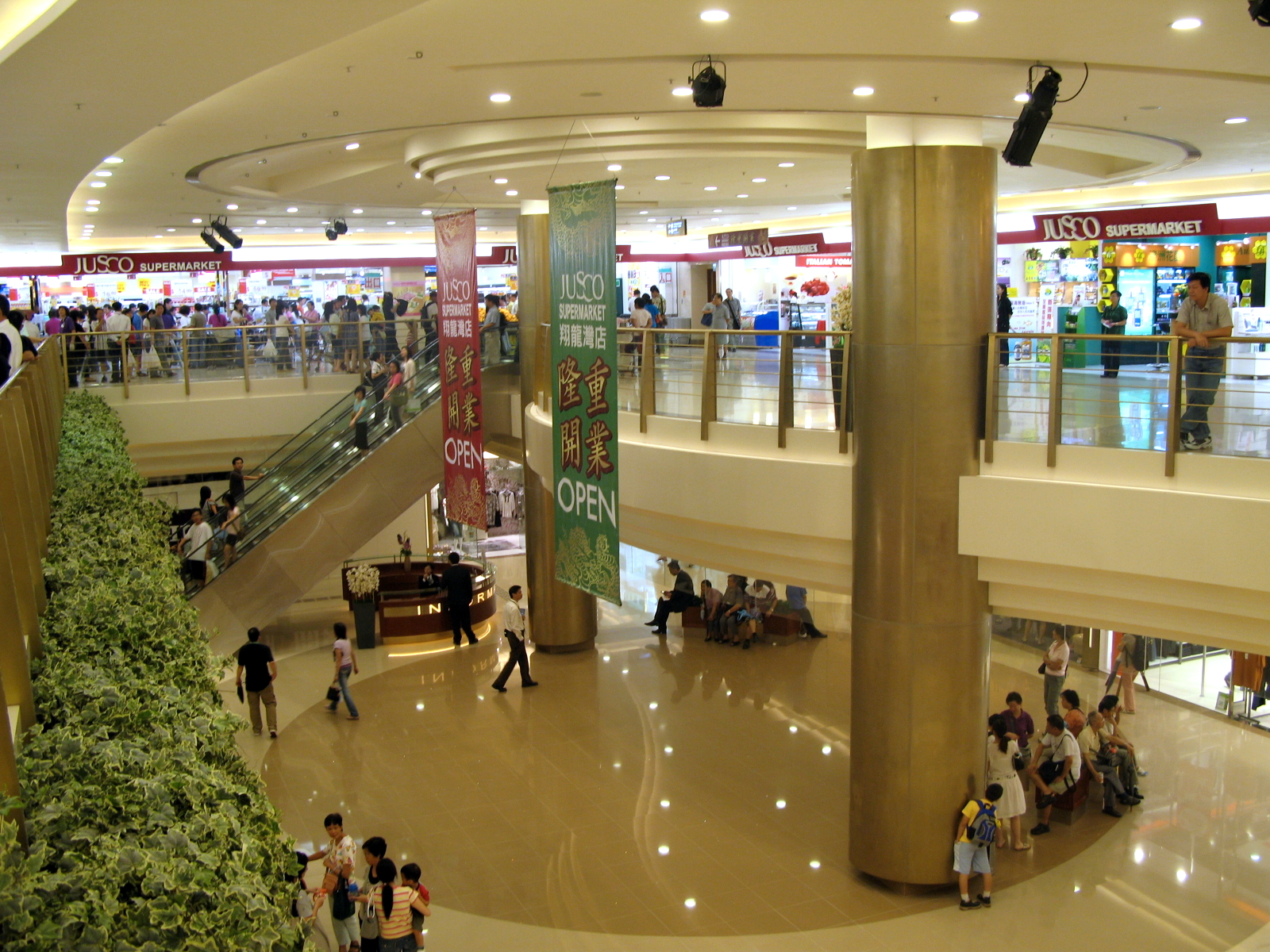
翔龍灣廣場中庭

翔龍灣基座商場名為「翔龍灣廣場」，於2007年3月開幕，總面積達150,000平方呎。店舖包括7-11便利店、OK便利店、日本城、Sheba's Beauty美容店、多間地產代理及家具行；中式食肆海港酒家、太興及老點-潮式點心專門店。
第三間吉之島超級市場JUSCO SUPERMARKET於2007年8月8日開始營業，佔地44,000平方呎，為當時「翔龍灣廣場」最大的店舖。該店因租約期滿，已於2013年7月21日結業。現時該鋪位則為惠康超級市場。

## 爭議

### 屏風樓

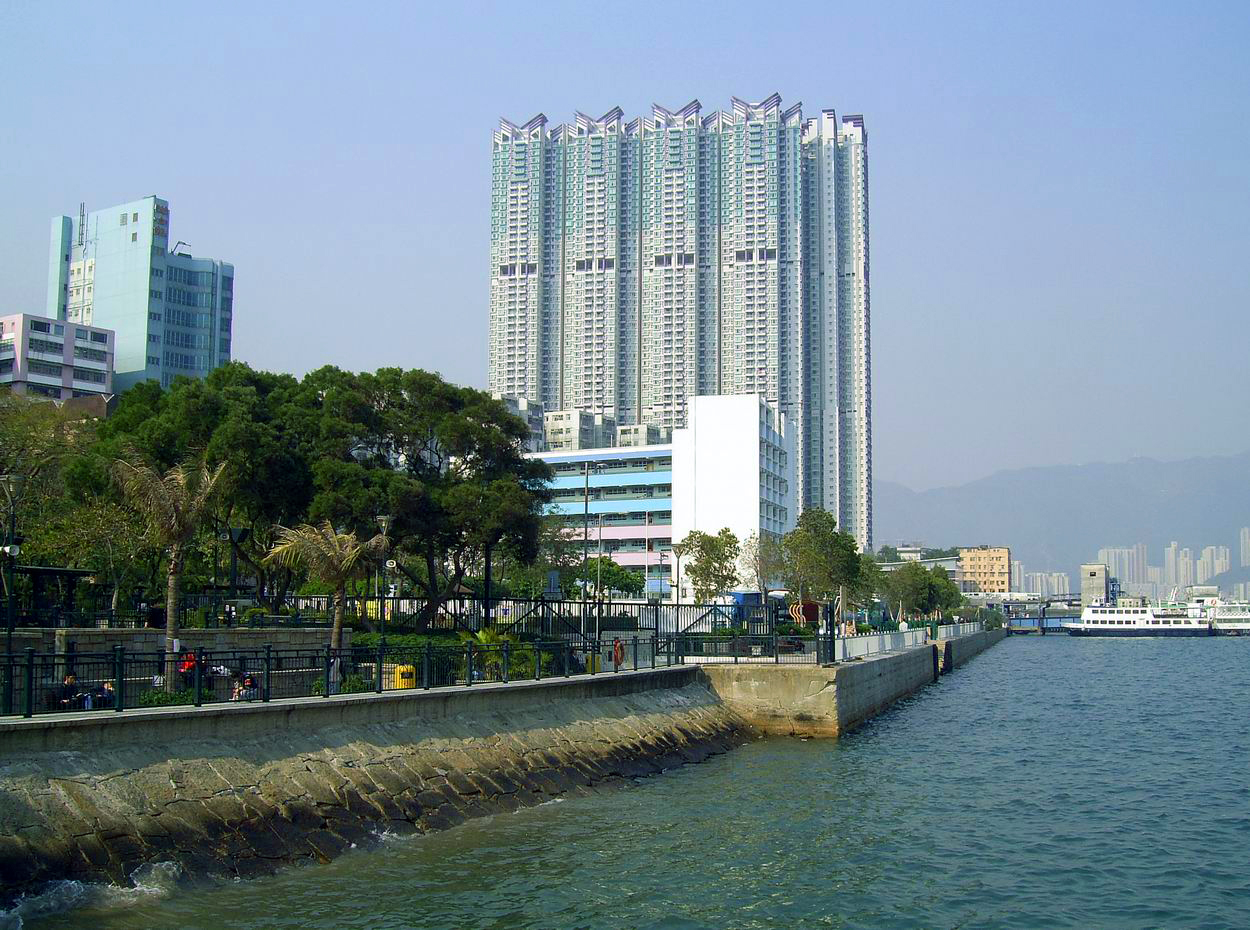
翔龍灣被指造成屏風效應

翔龍灣被批評為屏風樓設計，令附近環境的空氣不流通，亦破壞了周遭的景觀。非政府組織環保觸覺更將翔龍灣列為十大屏風樓宇之一，批評樓宇設計和九龍城舊區不協調。

### 大陸旅行團
2017年，翔龍灣商場內的酒樓易手後，新進駐的富城酒家主要服務內地旅行團；凍肉食品及時裝店亦改為巧克力店，以內地旅客為銷售對象。結果，翔龍灣廣場擠滿內地客。有居民投訴他們經常插隊，擅闖私人地方找洗手間，大量旅遊巴更停泊在附近，阻塞交通，近九龍城碼頭巴士總站的草坪更堆滿食物盒，對居民造成極大的滋擾。
商場對出的新碼頭街出現「恒基兆業無恥！懶理居民受苦」、「恒基無良 還我商場」、「還我正常店舖」、「翔龍灣不需外國冒名牌巧克力」等的橫額。
2018年9月25日，「新碼頭街內地團關注組」舉辦遊行，近150名居民拿著示威標語環繞商場一周，再到有關的店舖貼上抗議標語，抗議商場翻新後將引入更多專營內地團客的商店。
2018年10月14日，內地團關注組帶領一百名居民"圍城行動"，成功造成專營內地團飯堂的富城酒家休業一天。10月21及28日，再有小型"圍城" 以延續抗爭行動。居民的反對聲音成功迫使恒基租務部於10月份先後兩次派出高層與關注組談判。
商場事件同時亦衍生另一波行動，有居民自發組織起來推動成立業主立案法團。
2023年，中國大陸旅行團集中到土瓜灣「開餐」，繼續衍生滋擾問題。有大陸一日團以「升級港式美食」作賣點，開餐地方是翔龍灣商場大家樂。

## 鄰近
翔龍灣鄰近有:
- 九龍城碼頭巴士總站
- 九龍城碼頭（只有渡輪來往北角碼頭）
- 牛棚藝術村
- 土瓜灣體育館
- 偉恆昌新邨
- 港圖灣
- 海心公園
- 啟德體育園

## 代言人
- 2004年度環球小姐冠軍珍妮弗·霍金斯為樓盤代言人

## 事故單位
2010年3月29日，一名老翁被發現從翔龍灣高處飛墮而下，倒臥在第6座平台上。救護員接報到場，證實老翁已經傷重不治，警方正調查老翁墮樓的原因。
2013年2月19日，凌晨5時許，一名64歲男子從翔龍灣6座27樓墮下，倒臥平台地上，身體多處骨折，當場證實死亡。
2014年1月12日，中午12時許，一名32歲患抑鬱症姓葉女子於土瓜灣翔龍灣3座家中，反鎖房內燒炭自殺。母親回家時發現報警，消防員經破門入房，救出女子並交救護員送院，女子送院時昏迷，經一小時搶救後證實不治。
2014年8月8日，於翔龍灣3座墮樓之79歲姓李老翁，經送院搶救後不治。警員到場調查，聯絡到老翁的親友，得悉他居住3座16樓一單位，正調查他輕生原因。
2017年6月25日，早上6時許，土瓜灣新碼頭街38號翔龍灣有一名37歲姓張女子由高處墮下，當場身亡。女事主墮於屋苑會所泳池旁，重創昏迷。救護員到場證實她已經不治，毋須送院。據了解，女事主年約30餘歲，疑於2座一低層單位露台躍下。
2019年5月4日，早上11時12分，一名50歲女子早上在土瓜灣翔龍灣第2座墮樓，多名街坊見狀報警求助，救護員接報到場，證實女子傷重不治。 
2021年3月4日，警方早上10時20分接獲保安報案，指一名12歲女童倒臥於翔龍灣1座平台，懷疑她從1座高處墮下。警員接報到場，女童昏迷被送往廣華醫院治理，其後被證實死亡。
2022年6月8日，土瓜灣翔龍灣一名44歲姓劉男住客，上午離家後失蹤，其妻晚上8時許報警求助。警方接報到場調查，在屋苑附近一帶搜索，至深夜11時許，發現事主從翔龍灣3座墮下，跌落屋苑平台位置。消防及救護等救援人員趕至現場，證實事主當場死亡。

## 同期發售的樓盤
- 珀麗灣 （新鴻基地產）
- 君傲灣 （新世界發展）
- 城中駅 （長江實業）
- 傲雲峰（新世界發展）

## 外部連結
- 翔龍灣地圖
- 翔龍灣官方網站（页面存档备份，存于）
- 翔龍灣討論區（页面存档备份，存于）
- 世界小姐宣傳歌廣告（页面存档备份，存于）